# こにわ
こにわ（本名：小庭 康正（こにわ やすまさ）、1982年7月22日 - ）は、日本のお笑い芸人。東京都出身。明治学院大学卒業(自身のブログにて公表)。ヒューマンアカデミーお笑い芸人養成講座出身。サンミュージック所属。身長173cm 体重70kg。血液型はO型。

## 来歴
2008年1月16日放送の朝の情報バラエティー番組『ラジかるッ』の曜日コーナー「彦摩呂・柳原のまんぷく道場」にぶるうたす、アントキの猪木と3人で挑戦者として出演。ギャル曽根10個、ぶるうたす＆アントキの猪木＆小庭康正12個の結果を残し勝利をおさめた。同年10月、朝の情報バラエティー番組『ラジかるッ』に月曜日担当の突撃芸人としてレギュラー出演。テニスウェア姿(白のポロシャツに短パン)で数々の芸能人に突撃取材を行なってきた。
2009年4月、後番組『おもいッきりDON!』では金曜日レギュラーとして重盛さと美(クルム重盛)と二人で「シュウゾウクルム」というコンビで「DONな所にもぶらりイッテQ」や「夕刊来たDON!」のコーナーを担当。
同年7月31日放送の『おもいッきりDON!』第二部で「DONとバレ 私の秘密」のコーナーにオペラ歌手・中島啓江がゲストとして出演。『おもいッきり合唱団』の一員として「おもいッきりDON!のテーマ」(尼崎昇、作詞・作曲)を一緒に歌った。
同年10月、番組リニューアルに伴い、第一部の『おもいッきりPON!』で島田秀平を中心に重盛さと美と3人で曜日コーナー「お手を拝借! 手相でスッPON!」に出演。
2011年10月、新コーナー「PON!と上達 これでモテる字〜!!」で引き続きレギュラー出演。
コンビ時代からピンでの活動が目立っていたが、2012年1月16日に「ぼれろ」を正式に解散。
同年3月29日、番組内で結成されたコンビ「シュウゾウクルム」が正式に解散。同年10月から金曜日に異動となり、2013年3月まで西田有沙とふたりで曜日コーナー「生で行くけどじゃけんにしないで!」を担当していた。
2013年3月29日、唯一のレギュラー番組である『PON!』を番組上の理由で卒業。
2014年2月22日付で、栃木県佐野市の「佐野ブランド応援団長」に就任。2014年4月から6月は「佐野ブランド大使」であるダイアモンド☆ユカイの冠番組である『ダイアモンド☆ユカイとユカイなラーメン研究所』（とちぎテレビ）に出演する。
2014年シーズンよりSUPER GTの応援団長として、オフィシャルステージのMCを海外戦以外の国内全戦で担当。2018年シーズンでは海外戦にもSUPER GTオフィシャルツアーの参加者としてレポートを行った。
2020年11月、石橋貴明の公式YouTubeチャンネル「貴ちゃんねるず」の収録に参加し配信された。

## 人物
- 趣味は、スポーツ観戦。アニメ・アニメソング鑑賞。
- 松岡修造、石橋貴明のものまねなどで知られる。コンバットでは　「松岡シュウゾウ」というキャラクターでコントに出演していた。
- スポーツ観戦が好きで、2012年のロンドン五輪のレポートを日本テレビのPON!でしたのをきっかけに、度々スポーツ解説をPON!で行っている。
- 綺麗好き。基本的に部屋が汚い場所は苦手。
- 喫茶店銀座ルノアールが好き。

## エピソード
- 2009年4月から『おもいッきりDON!』のコーナーで重盛さと美と「シュウゾウクルム」という番組内のみのコンビを結成。当時は二人とも売れていなかった為に互いに必死に仲良く頑張っていた。2012年3月29日放送分で重盛さと美が曜日コーナー卒業ならびコメンテーターとして昇格することになり、事実上「シュウゾウクルム」は解散と同時に3年間の歴史に幕を下ろした[6]。
  - エンディングのコーナーで「おすべりシェイクハンド」をその日に二度もらうこともあった[8]。
  - 「PON!と上達 これでモテる字〜!!」では、学校用の机で練習していたが、後に手製のダンボール箱を机代わりに文字の練習をさせられ、コーナー終了で一人取り残され、むちゃぶりでオチを言わされるというイジりをされたことがある。
  - 2012年10月から2013年3月まで金曜日の曜日コーナー「生で行くけどじゃけんにしないで!」に西田有沙とふたりで出演。週末におすすめのお出かけスポットや注目の番組など様々な現場を紹介する企画に度々現場に足を運んだ。2013年3月25日から31日まで行われた『春のPON!祭り』では番組レギュラーで唯一参加できなかったメンバーである。2008年10月から出演し続けてきた『ラジかるッ』から数えて四年半レギュラーをしてきたが、後期は共演者内の格差が生じてしまい、粗悪に扱われることが頻繁にあった。
- 2013年10月3日、テニスの楽天ジャパンオープンにて、松岡修造と初対面を果たす[9]。
- YouTubeチャンネル『こにわチャンネル』では、松岡シュウゾウの格好でスポーツイベントに乗り込んでいく。
- 松岡修造のモノマネで著名なこにわだが、こにわ本人も相当に熱い。昔mixiで「ドラゴンボールが7つ集まったらどんな願いをするか」の質問に対し、「どんな困難にも負けずに目標に向かって行ける強い心になれるようにして下さい。とお願いしたい」とコメント。
- 過去に、電車に松岡修造セットが入ったテニスバッグを忘れたことがある。それ以来、テニスバッグは足元に置くように心がけている。
- 2021年3月〜6月　オーベラス・ジャパン株式会社入社。コロナ禍で仕事が激減し、営業を行っていた。

## ものまねレパートリー
- あばれる君
- 青木真也
- 石橋貴明
- 岩本勉
- 大泉洋
- 佐々木朗希
- 照英
- 笑福亭鶴瓶
- 鈴井貴之
- 菅井秀憲
- たける
- 立川志の輔
- 千原ジュニア
- 寺川俊平
- 所ジョージ
- 土井善晴
- 中山雅史
- ビビる大木
- ヒョンビン
- 古舘伊知郎
- 藤村忠寿
- 松岡修造
- 松木安太郎
- 森脇良太
- 山本一太
- 柳沢慎吾
- 吉村洋文
- ラッシャー木村
- 若本規夫など

## 出演番組

### スポーツ
- SUPER GTオフィシャルステージMC（2014年〜2022年）
- こにわの「熱血ゴルファーになるぞ！」  vol.1〜vol.41　出演（2018年　ALBA TV GOLF）
- 二子玉川ライズスケートガーデン オープニングイベントMC（2019年〜)
- Bリーグ応援番組『B MY HERO！』- スポーツナビ×バスケットボールキング「B MY HERO!」番組MC (2020年10月〜毎週火曜日)
- 『B.LEAGUの未来を考える-2026　NEW　B.LEAGUE構想‐』MC/スポーツファシリテーター　スポーツナビ（LIVE配信） B.LEAGUE公式YouTube（2021年4月19日）
- RDS RACING 公式YouTubeチャンネル　MC（2021年〜）
- アスルクラロ沼津 - チームスタッフ(2021年4月〜2022年3月)
- 『バスケットボール男子日本代表　国際強化試合　日本×ベルギー』　フジテレビ系　生中継副音声　フジテレビスポーツ公式YouTube生配信（2021年７月9日）
- 『おうちdeオリ×パラ！東京2020 みどころ配信局〜テニス編〜』東京都 YouTube生配信（2021年7月22日）
- F1 GPニュース+ONE MC（2021年8月〜、フジテレビONE）2021 F1 GPニュース+ONE
- 長嶋茂雄 INVITATIONAL セガサミーカップゴルフトーナメントインターネットライブ中継　リポーター（2021年8月19〜8月22日）
- ヒマラヤスポーツサッカーキングチャレンジイベントMC（2021年8月28日〜8月29日）
- 『第4回いちかわスポーツフェスタ！』市川市 MC （2021年10月10日）
- Fリーグ　実況（2021年10月〜、ABEMA）
- 墨田区オリンピック・パラリンピック地域協議会アスリートトークショーMC（2021年12月23日）
- RDS × ゴルモバ HYPER KART RACE IN GOLDEX HONJO MOTOR PARK 2021　MC（2021年12月25日）
- 『SUPER GT EXPERIENCE　サーキットに行こう!!』オートバクス津山インター店　MC（2022年3月5、6日）
- F1グランプリ 実況（2022年3月〜）フジテレビNEXT
- 第1回 MAGGY's RACING DAY　マギー主催カートイベントMC（2022年7月8日）
- TEAM BEYOND TOKYOパラスポーツプロジェクト　ワークショップMC（2022年7月17日）
- 「TEAM BEYONDパラスポーツDAY」巨人対広島戦ゲスト（2022年8月12日）
- 第5回いちかわスポーツフェスタ（2022年10月10日、市川市）
- スポNAGOフェス2022　オアシス21　ゲスト（2022年10月29日）
- 千葉ロッテマリーンズ応援番組『MARINES FREAKS』ナビゲーター（2023年4月〜）
- 3x3.EXE　実況（2023年5月〜）
- NAGASEカップ企画トークイベント『視野を広げ、深める“多様性”のすすめ　パラアスリート×トランスジェンダー活動家』早稲田大学小野記念講堂　ファシリテーター（2023年６月19）
- ラグビーワールドカップ 2023 フランス大会 パブリックビューイング　MC（2023年9月10、10月8日、府中市）
- みんなでつなごうリレーフェスティバル2023　国立競技場　MC（2023年10月7、8日）
- 第6回いちかわスポーツフェスタ（2023年10月９日、市川市）
- SPEED FESTIVAL2023　富士スピードウェイ　MC （2023年10月15日）
- JALグループ社内イベント「2023 OPEN HOUSE in NRT」　3x3イベント　MC（2023年10月29日、成田空港JAL格納倉庫）

- ラグビーワールドカップ2023　日本代表報告会　MC（2023年11月12日、府中市）
- 第107回日本陸競技選手権大会10000m　国立競技場　フロアMC（2023年12月10日）
- 第48回日本ハンドボールリーグ　名古屋セントラルゲームズ　～女子リーグ～ 名古屋金城ふ頭アリーナ　MC（2024年2月10日〜13日）
- 練馬こぶしハーフマラソン2024　MC（2024年3月24日）
- 日本車いすテニス協会　YouTube　ナビゲーター（2024年4月〜）
- 「ラブJリーグ!! 」出演（2024年4月1日、テレビ朝日）
- 角田裕毅プレゼンツ「KART WARRIORS」ドライバートークショー MC（2024年4月9日）
- 春日井製菓 presents　Wリーグオールスター 2023‐2024 in 愛知 豊田合成記念館エントリオ　コンテストMC（2024年5月3、4日）
- SuSHI Tech TOKYO 2024 パラスポーツトークショーMC（2024年５月12日）
- セイコーゴールデングランプリ陸上 2024 東京　国立競技場　フロアMC（2024年5月19日）
- パリオリンピック2024 フェンシング男子フルーレ日本代表・松山恭助選手壮行会 台東区生涯学習センター　MC（2024年6月13日）
- marucci & Victus HITTER’S HOUSE TOKYO オープンイベントMC（2024年6月20日）
- 八千代市「パリ2024オリンピックパブリックビューイング　角田夏実選手（柔道女子48kg級）」　MC（2024年７月27日　八千代市市民会館）
- 八千代市「パリ2024オリンピックパブリックビューイング　安楽宙斗選手（スポーツクライミング男子ボルダー＆リード）」　MC（2024年8月9日　八千代市市民会館）
- 3x3.EXE PREMIER JAPAN 2024　ROUND.7　MC（2024年8月17日　ひろしまゲートパーク）
- みんなでつなごうリレーフェスティバル2024　MC（2024年10月５、6日　国立競技場）
- NAGASEカップ2024 　MC（2024年10月12、13日　国立競技場）
- 第７回いちかわスポーツフェスタ　MC（2024年10月14日　市川市）
- ３人制バスケットリーグ　３XS トライクロス　MC （2024年10月20日　八千代市総合運動公園）
- GRAND CYCLE TOKYO　MC （2024年12月1日　東京都）
- THE|1 – GIVE IT EVERYTHING – Vol.3 Supported by adidas TERREX　MC （2024年12月22日　B-PUMP OGIKUBO）
- りそなグループ B.LEAGUE ALL-STAR GAME WEEKEND 2025 IN FUNABASHI　PV MC（2025年1月19日　ららぽーとTOKYO-BAY）
- 3XS(トライクロス) EGOZARU DIVISION Round.12　MC（2025年2月1日　雑司ヶ谷体育館）
- チャレスポ！TOKYO　MC（2025年2月11日　東京都）
- 国府台スタジアムオープニングイベント　MC（2025年3月30日　国府台スタジアム）
- 「フォーミュラE」東京大会　コメンテーター（2025年5月17、18日）
- ほねごり相模原ごりスマ魂！　MC（2025年6月〜　J:COM）
- 「テレ玉presents 川口ナイトレース」 裏実況LIVE 準決勝戦　出演（2025年6月18日　川口オートレース）
- ニッポン代表応援TV　出演（2025年7月7、14日　フジテレビ）

### バラエティ
- コンバット（2007年4月9日 - 2008年4月26日、フジテレビ）
- ラジかるッ（2008年10月 - 2009年3月、日本テレビ）月曜日担当の突撃芸人
- おもいッきりDON!1025（2009年4月4日 - 10月2日、日本テレビ）金曜日
- おもいッきりPON!（2009年10月9日 - 2010年3月25日、日本テレビ）金曜日
- PON!（日本テレビ）
  - レギュラー（2010年4月1日 - 2012年9月27日:木曜日・2012年10月5日 - 2013年3月29日:金曜日）
  - 不定期出演（2014年 - ）
  - PON!PON!ポシュレ
- 爆笑!ものまねウォーズ（2011年1月2日・2011年3月30日、TBSテレビ）
- ピエール瀧のしょんないTV（2013年7月4日・11日・25日・2014年6月26日、静岡朝日テレビ）
- めいどーる劇場TV（岩手めんこいテレビ）
- とんねるずのみなさんのおかげでした『博士と助手〜細かすぎて伝わらないモノマネ選手権〜』（2013年12月26日・2014年7月3日・2015年4月2日、フジテレビ） - 第19回初出場
- ダイアモンド☆ユカイとユカイなラーメン研究所（2014年4月3日 - 6月26日、とちぎテレビ）
- お願い!モーニング（テレビ朝日）- 『15秒で目が覚める一発ギャグランキング』コーナー出演（2014年10月13日初出演）
- 坂上忍の成長マン!! 祝!坂上忍の成長マン日曜ゴールデン拡大版 愛犬しつけ&ものまね急成長2時間半SP!!（テレビ朝日、2014年11月23日）
- 炎の体育会TV（2015年12月19日、TBSテレビ） - 『圭-1グランプリ』コーナー出演
- B2takes!TV「チカメンですけど何か？」(TOKYO MX2、2017年4月2日、2017年4月9日)
- お笑いオムニバスGP  (2021年5月9日フジテレビ ) - 石橋貴明主催で復活！『2億4千万のものまねメドレーGP』出演
- ものまねのプロ215人がガチで選んだ本当にスゴい！ものまね芸人ランキング (2021年5月27日、テレビ東京) -『夢のコラボものまねベスト5』出演
- ニンゲン観察バラエティ モニタリング（2021年8月5日、TBS）
- ダウンタウンDX（2021年9月16日、日本テレビ）
- カンニング竹山のイチバン研究所出演（2021年10月2日、TOKYO MX）
- ヤマサキセイヤのミッドナイト　電話出演（2021年10月、JFN）
- くりぃむナンタラ（2022年4月30日、テレビ朝日）
- お笑いオムニバスGP「2億4千万のものまねメドレーGP」出演（2022年9月19日、フジテレビ）
- 芸能人が本気で考えた!ドッキリGP「3時のヒロインかなで　30歳誕生日記念　コラ！ドッキリ30連発」出演（2022年11月26日、フジテレビ）
- ものまねグランプリ　出演（2022年12月13日、日本テレビ）
- ザ・細かすぎて伝わらないモノマネ出演（2018年〜、フジテレビ）
- 極楽山本・ロンブー亮のARIGATEENA TV出演（2023年7月30日、テレビ埼玉）
- 『集まれ！キャラクター麻雀』出演（2024年9月13日、2025年3月13日　テレビ朝日）
- 第10回 SUNPLUSファンミーティング　MC（2024年10月27、28日　ところざわサクラタウン）
- 「ぐらんぶる」先行上映会　MC（2025年6月14日　ユナイテッド・シネマ アクアシティお台場）

### ドラマ
- ダンドリ娘 第8話（フジテレビ）クラブの店員 役
- スリルな夜「子育ての天才」 第8話（2007年4月 - 6月、フジテレビ）タカアンドタモ 役
- ちむどんどんNHK連続テレビ小説　第106回（2022年9月5日、NHK）

### 舞台
- ロードス島戦記 モート役　紀伊國屋サザンシアター　(2017年1月6日〜1月14日)
- 新宿のありふれた夜　シアターX(カイ) (2019年9月6日〜9月11日)
- Les Miserables～惨めなる人々～ テナルディエ役　シアターX(カイ) (2020年8月25日〜8月30日)
- どんだけやねん　主演　山田豊作役　 スタジオユーキース　(2020年10月10日〜10月18日)
- Les Miserables～惨めなる人々～ グランテール役　シアターX(カイ) (2021年6月12日〜6月20日)

### その他
- レッドリボンライブ（2011年〜、厚生労働省）
- アベンジャーズメンテナンス役 (2012年)
- 佐野市『佐野ブランド応援団長』(2014年〜）
- VAMPIRE HOLMES〜情熱カーニバル〜（2015年7月10日配信）コニーダ役
- YouTube 貴ちゃんねるず『石橋貴明50代最後の誕生祭　生でダラダラいかせて‼︎生配信SP』(2020年10月22日)
- YouTube 貴ちゃんねるず『貴ちゃんとキャンプ〜地獄の九十九里編〜』(2020年11月26日)
- YouTube 貴ちゃんねるず『貴ちゃんとキャンプ〜オラキオが死んだ編〜』(2020年12月3日)
- YouTube 貴ちゃんねるず『【細かすぎて伝わらない芸人】戦力外通告！』(2020年12月10日)
- 代ゼミ×ＩＮＨＯＰ『セミナーでは話せない早慶対策のヒミツを教えます！』ＭＣ（2021年7月4日）
- YouTube貴ちゃんねるず『貴ちゃんのオリンピックに襲撃〜あの人のサインもらうまで帰れません〜』（2021年7月26日）
- スッキリ　オンライン出演（2021年7月29、30日、日本テレビ）
- 【駿台×代ゼミ×INHOP】人気予備校講師に聞く！魔の10月を乗り越えるための受験力向上講座 YouTubeオンラインイベントMC（2021年10月3日）
- YouTube 貴ちゃんねるず『【祝還暦】石橋貴明誕生祭SP 赤でチャンチャン着させて!!【生配信】』（2021年10月22日）
- YouTube 貴ちゃんねるず『貴ちゃん還暦パーティーの裏側全部見せます』（2021年10月28日）
- とうきょう総文2020　インタビュアー（2021年10月31日）
- YouTube 貴ちゃんねるず『あなたはタカゲームから抜け出せない！生き残るのは1人』（2021年11月15日）
- YouTube 貴ちゃんねるず『【激熱回】タカゲーム脱落者続出！地獄の熱湯ビリビリ祭』（2021年11月18日）
- 代ゼミ×INHOP『世界史・化学で差をつける！代ゼミ人気講師が教える早慶直前対策＆お悩み相談会』MC（2021年12月5日）
- 田中大貴のアスリートチャンネル『アスチャン！』ゲスト出演　YouTube（2021年、2022年）
- スッキリ　オンライン出演（2022年2月14日、日本テレビ）
- 安東弘樹LET’S GO Friday　ゲスト（2022年2月18日　ニッポン放送）
- 「わ」の国見つけた！（2022年3月26日　青森テレビ）
- 大建工業株式会社　インタビュアー（2022年〜）
- 「ペット未来会議」ポルシェセンター青山 presents DOGOH INDOOR DOGPARK TOKYO　MC（2023年７月29・30日　東京ビッグサイト）
- キラチャレ2023　avex MC (2023年9月3日　イオンレイクタウン・９月30、10月1日　イオンモール直方）
- 音リビアの泉　ニコニコ動画(2023年9月11日ライブ配信　音MAD DREAM MATCH)
- 『THE G.O.A.T.』出演（2024年4月5日、7月26日　TOKYO FM）
- 『山崎怜奈の誰かに話したかったこと。』出演（2024年6月26日　TOKYO FM）
- キラチャレ2024　avex MC(2024年8月２４、25日　イオンモール名取・9月15日　イオンモール岡崎・9月21、２２日イオンモール福岡）
- 『なえなののブカピなの』出演（2024年9月5日　朝日放送ラジオ（ABCラジオ））
- 『THE G.O.A.T』 出演（2025年1月10日、4月4日　TOKYO FM）